# Gira de la Selección de Rugby de Gales por Argentina en 1999
La Gira de la Selección de rugby de Gales por Argentina en 1999 fue un tour internacional de rugby de los galeses, que tuvo lugar en Argentina desde el 29 de mayo al 12 de junio de 1999. La gira sirvió como preparación de cara a la Copa Mundial de Rugby 1999.

## Gira
La serie enfrentó a la selección de Gales ante las diferentes uniones provinciales de rugby de Argentina y a la propia selección Argentina. Las sedes fueron: San Miguel de Tucumán, Rosario y Buenos Aires. Los británicos disputaron 5 partidos y obtuvieron 3 victorias y 2 derrotas.

## Partidos
| 29 de mayo de 1999 | URBA | 31 – 29 | Gales | Buenos Aires Cricket & Rugby Club, San Fernando |  |
|                    |      |         |       | Árbitro(s): Chris White                         |  |

| 1 de junio de 1999 | Tucumán | 44 – 69 | Gales | Estadio Monumental José Fierro, Atlético, San Miguel de Tucumán |  |
|                    |         |         |       | Asistencia: 30.000 espectadores Árbitro(s): Pablo Deluca        |  |

| 8 de junio de 1999 | Argentina XV | 47 – 34 | Gales | Estadio Municipal Jorge Newbery, Rosario |  |

## Test matches
Primera fecha
| 5 de junio de 1999 | Los Pumas | 26 – 36 | Gales | Estadio Arquitecto Ricardo Etcheverri, Buenos Aires |  |

Segunda fecha
| 12 de junio de 1999 | Los Pumas | 16 – 23 | Gales | Estadio Arquitecto Ricardo Etcheverri, Buenos Aires |  |